# Anisozyga dentata
Anisozyga dentata är en fjärilsart som beskrevs av W. Warren 1897. Anisozyga dentata ingår i släktet Anisozyga och familjen mätare. Inga underarter finns listade i Catalogue of Life.